# Переславский уезд

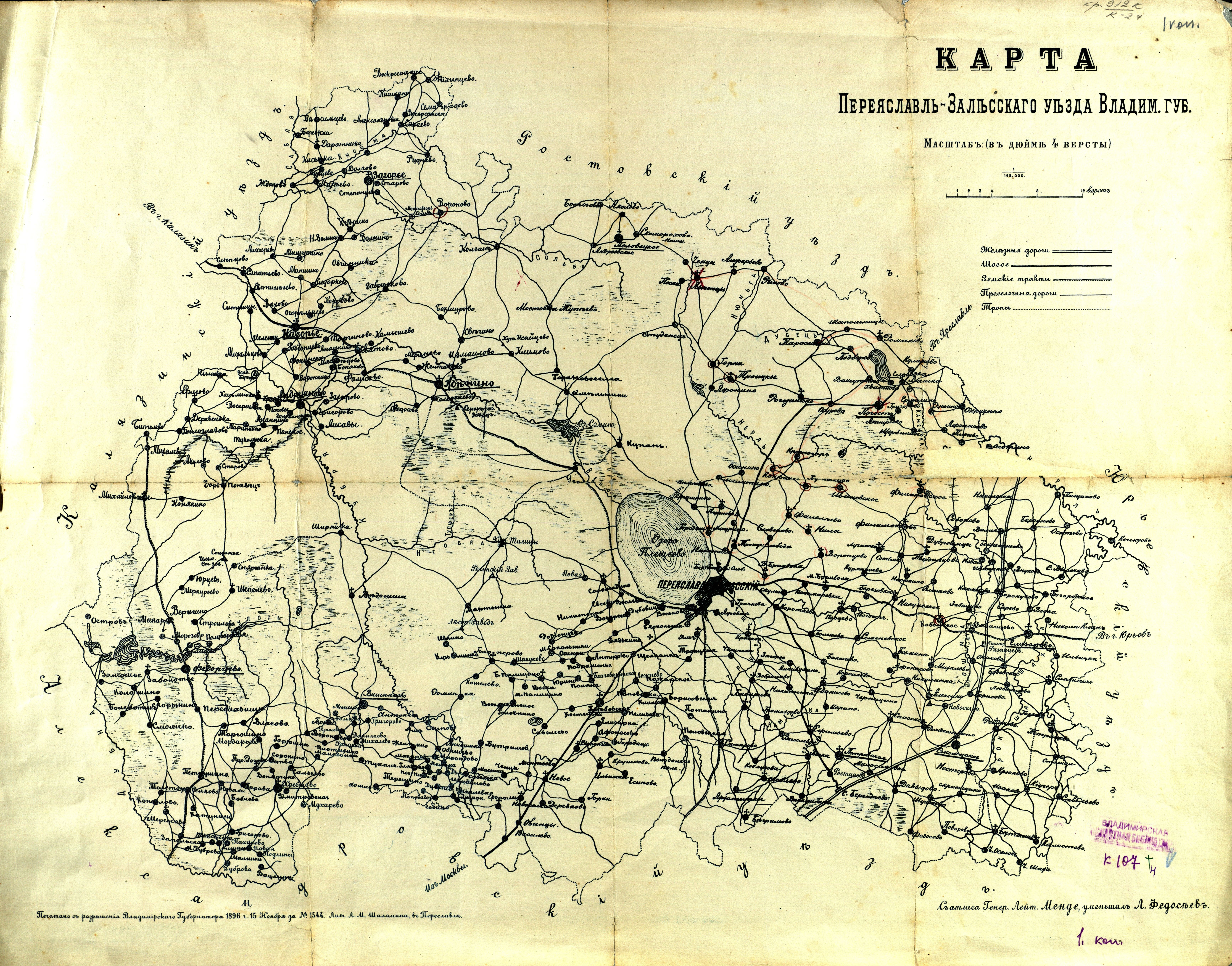
Карта Переславль-Залесского уезда Владимирской губернии. 1896 год

Переславский уезд, в прошлом Переславский уезд Залесского, Переславль-Залесский уезд — историческая административно-территориальная единица в составе Владимирской губернии Российской империи и РСФСР, существовавшая в 1778—1929 годах. Уездный город — Переславль-Залесский.

## География
Располагался на части территорий современных Переславского района Ярославской области, Александровского района Владимирской области, Калязинского района Тверской области и Сергиево-Посадского района Московской области.
Из озёр наиболее значительно Плещеево, с водной площадью в 44 кв. версты, из озера вытекает Большая Нерль и впадает в него Трубеж.

## История

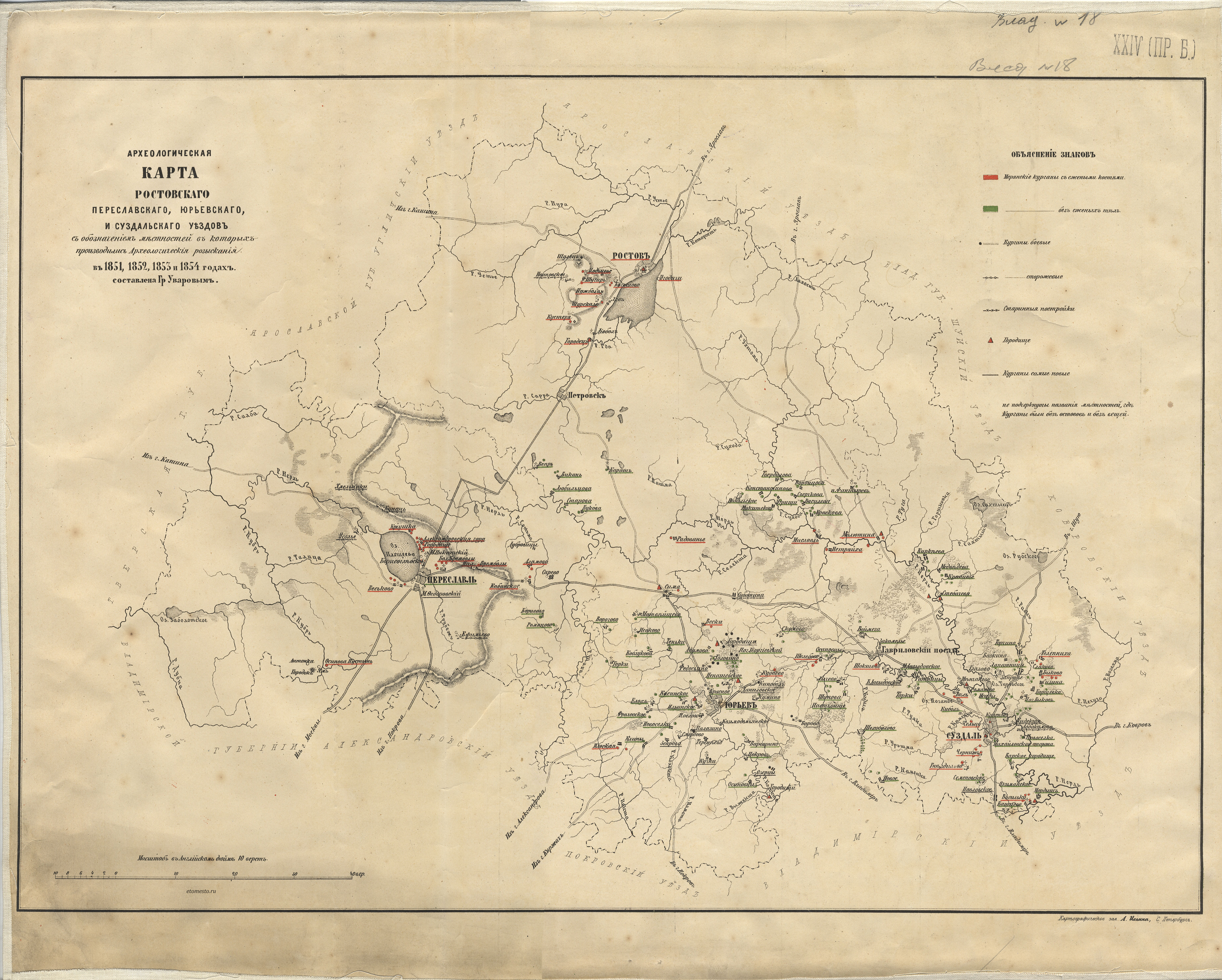
Археологическая карта Ростовского, Переславского, Юрьевского и Суздальского уездов, изыскания 1851, 1852, 1853 и 1854 годов

Человек заселил край со времен неолита. До появления славян основное население составляли финно-угорские народы. Меря, предположительно было самым многочисленным. Помимо него вероятно весь, чудь, корела и мордва. Приблизительно в VII—VIII веках с верховий Днепра и Волги сюда стало проникать на своих лодках «однодеревках» славянское племя кривичей. После того как они составили основное ядро славянства в этом краю, сюда переселялись славяне новгородские, вятичи, ляхи, дулебы и другие южные славяне. Своей численностью, а главное, культурой славяне оказали глубокое и сильное влияние на финнов и заняли в краю господствующее положение. Приток беженцев из Киевской Руси под напором половцев и других кочевников в XI—XII веках ещё более увеличил численность славян. Ход исторических событий, кроме массовых переселений финно-угорских племён и славян время от времени вливал сюда отдельными струями такие народности, как варяги (в IX в.), половцев (в XII в.), татар (с XIII в.), литву, поляков (XVII в.) и других. В результате население стало смешанным.

В виде особого края Переславль-Залесский выделился вскоре по его основании и был самостоятельным княжеством (Переяславль-Залесское княжество), в состав которого первоначально входило верхнее течение Волги на севере (с городами Зубцов, Тверь, Кашин) и Клязьмы на юге (значительная часть современной Тверской области, часть Московской и Владимирской). Княжество существовало с 1175 по 1302 год. Затем, в процессе дробления уделов, площадь его сократилась и в середине XIII века заключала в себе верховье двух Нерлей на севере и среднее течение Клязьмы на юге. С некоторыми изменениями своей западной границы княжество в этом виде находилось пять столетий и во времена государства Московского официально назывался: «Переславский уезд Залесского», или «Переславль-Залесский уезд». Переяславль-Залесский перешёл во владение Москвы в 1302 году по завещанию князя Ивана Дмитриевича. Историк Ю. В. Готье предполагает, что в общих чертах уже в то время наметились границы будущего Переяславского уезда, составившегося из старинных Переяславских волостей. С начала XIV века это Переславский уезд Замосковного края Московского царства. 
В конце XVIII века при образовании Владимирской губернии его площадь подверглась новому уменьшению и граничилась веровьями Нерлей на севере и рекой Дубной на юге. С тех пор он стал называться также: «Переславско-Залесский уезд» или, сокращённо, «Переславский». В 1922 году своими границами соприкасался с запада с Тверской губернией, с севера — с Ярославской, а с востока и юга примыкает к уездам своей губернии Владимирской — Юрьевскому и Александровскому.
Уезд был образован в 1778 году в составе Владимирского наместничества (с 1796 Владимирской губернии).
13 марта 1922 года из Переславского уезда в Сергиевский уезд Московской губернии была передана Хребтовская волость, а 14 июня — Фёдорцевская волость.
В 1929 году преобразован в Переславский район в составе Александровского округа Ивановской Промышленной области.

## Население
Население уезда в 1763 году вместе с городом 64 955 человек обоего пола (58 823 человек в уезде и 6 132 человек в городе).
Население уезда в 1859 году — 73 426 человек. По переписи 1897 года в уезде было 87 337 жителей (37 921 мужчин и 49 416 женщин) и они разделялись:
По вероисповеданию
- православные — 92 295,
- раскольники — 169,
- католики — 18,
- протестанты — 69,
- иудеи — 14,
- мусульмане — 27,
- прочие — 43.

По сословию
- Дворяне — 251,
- духовенство — 836,
- купцы — 202,
- мещане — 1048,
- военные — 2879,
- крестьяне — 87 245,
- прочие — 53.

В 1911 г. жителей 117 034 человек (в уезде 104 311 и городе 12 723 человек); в 1914 г. — 120 166 человек (в уезде 106 816 человек, в городе 13 350 человек); по переписи 1920 г. — 102 079 человек (в уезде 92 462 человек, в городе 9 617 человек).
По итогам всесоюзной переписи населения 1926 года население уезда составило 96 159 человек, из них городское (Переславль-Залесский) — 13 386 человек (13,9 %).

## Административное деление

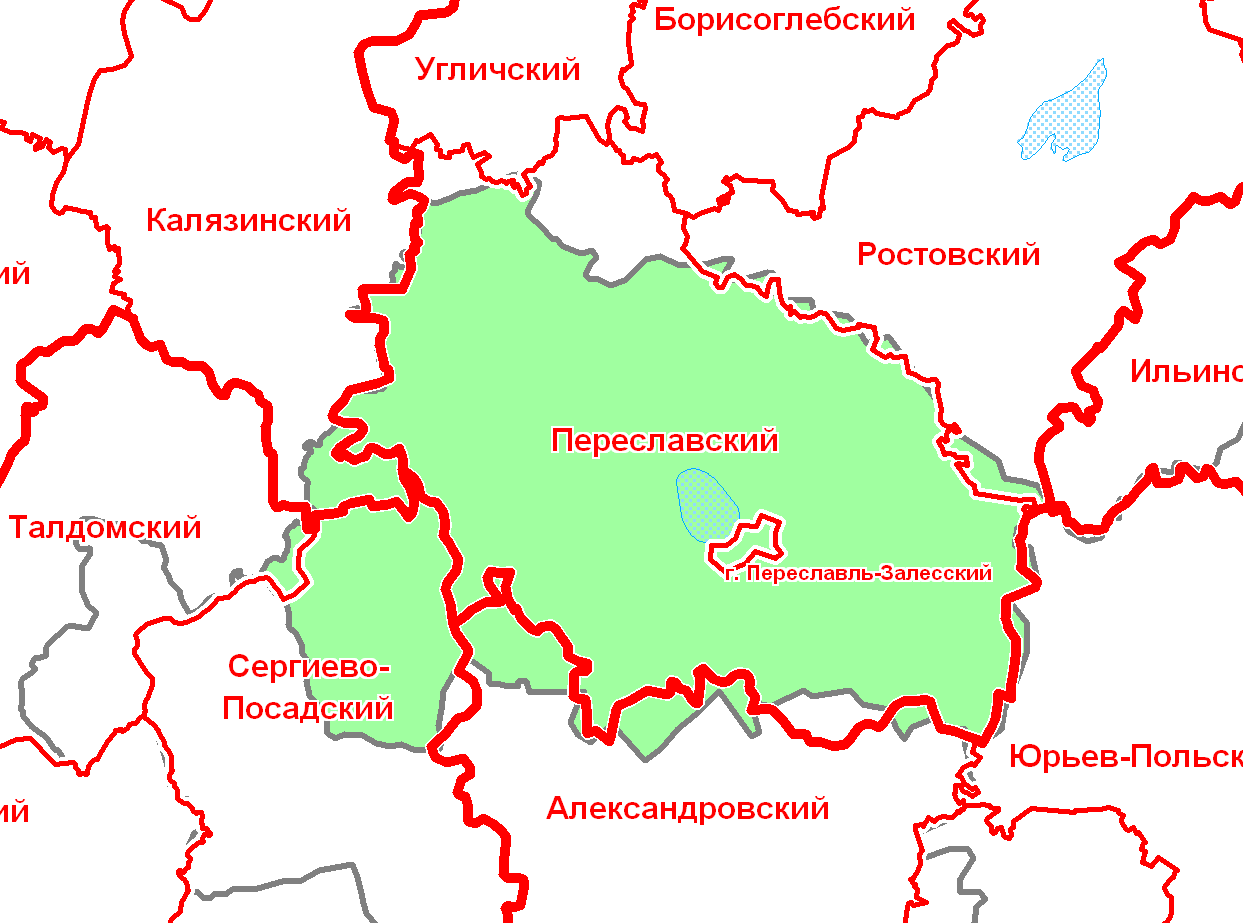
Переславский уезд в современной сетке районов

В 1890 году в состав уезда входило 14 волостей
| № п/п | Волость        | Волостное правление     | Число селений | Население |
| ----- | -------------- | ----------------------- | ------------- | --------- |
| 1     | Вишняковская   | с. Вишняково            | 33            | 3665      |
| 2     | Глебовская     | с. Глебовское           | 54            | 7488      |
| 3     | Елизаровская   | с. Елизарово            | 33            | 7841      |
| 4     | Загорская      | с. Загорье              | 26            | 4145      |
| 5     | Копнинская     | с. Копнино              | 12            | 3509      |
| 6     | Нагорьевская   | с. Нагорье              | 22            | 5848      |
| 7     | Переславская   | г. Переславль-Залесский | 49            | 9110      |
| 8     | Петровская     | с. Петровское           | 26            | 5270      |
| 9     | Погостовская   | д. Погост               | 25            | 3917      |
| 10    | Половецкая     | с. Половецкое           | 13            | 2608      |
| 11    | Смоленская     | с. Смоленское           | 29            | 6004      |
| 12    | Федорцевская   | д. Федорцово            | 23            | 4280      |
| 13    | Хмельниковская | с. Андрианово           | 30            | 8230      |
| 14    | Хребтовская    | с. Хребтово             | 28            | 4631      |

В полицейском отношении уезд был разделён на два стана:
- 1-й стан, становая квартира г. Переяславль.
- 2-й стан, становая квартира с. Нагорье.

В 1926 году в состав уезда входило 6 волостей:
- Берендеевская — п. Берендеево
- Глебовская — с. Глебовское
- Елизаровская — с. Елизарово
- Нагорьевская — с. Нагорье
- Осуровская — с. Осурово
- Переславская — г. Переславль-Залесский

## Населённые пункты
В соответствии со списками населённых мест Владимирской губернии от 1859 года крупнейшими населёнными пунктами уезда являлись:
- г. Переславль-Залесский — 6657 чел. (10 639[1] чел. — 1897 г.)
- с. Ведомша (Яново) — 900 чел.
- д. Фонинское — 684 чел.
- с. Нагорье — 635 чел.
- с. Ермово — 592 чел.
- с. Ивановское — 567 чел.
- с. Большая Брембола — 534 чел.
- с. Красное — 518 чел.
- с. Селково — 505 чел.

По переписи 1897 года наиболее крупные населённые пункты уезда:
| - город Переславль-Залесский — 10 639 чел.; - с. Ведолица (Ведомша) — 1178 чел.; - Фабрика т-ва мануфактур Барановых — 917 чел.; - с. Нагорье — 784 чел.; - д. Фонинское — 725 чел.; - сл. Борисоглебская — 720 чел.; - с. Усолье — 657 чел.; - с. Славитино — 606 чел.; - д. Хмельники — 582 чел.; - с. Ивановское — 576 чел.; | - с. Копнино — 550 чел.; - д. Григорово — 536 чел.; - с. Красное — 515 чел.; - с. Романово — 511 чел.; - с. Бол. Брембола — 502 чел. |

В 1922 году Переславском уезде числилось населённых пунктов 563, в том числе один город, 84 села, 4 погоста, 316 деревень и селец, и 158 разных мелких сельбищ, хуторов, сторожек и прочего.

## Карта Переславского уезда 1780—1790 гг.

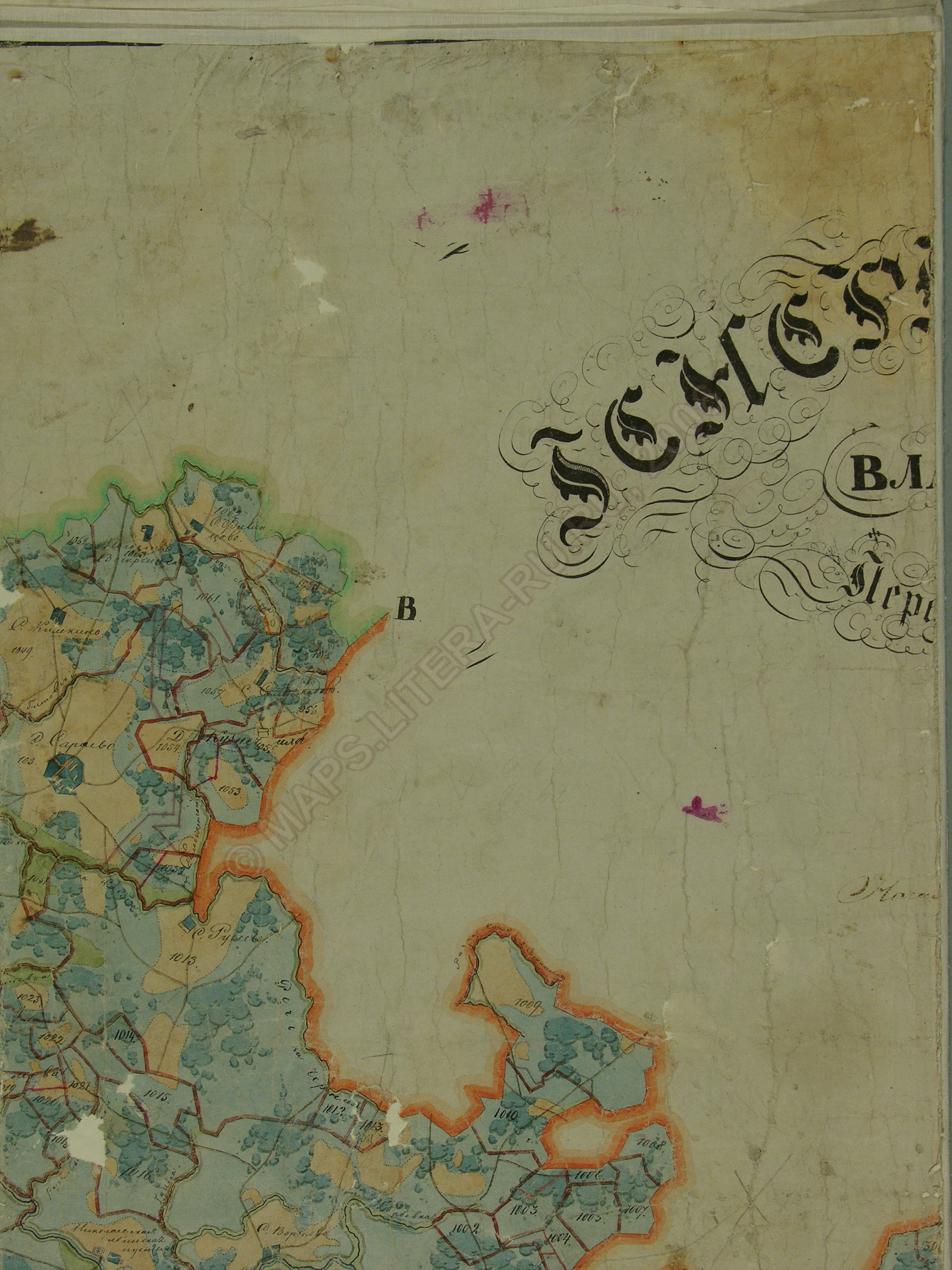
2
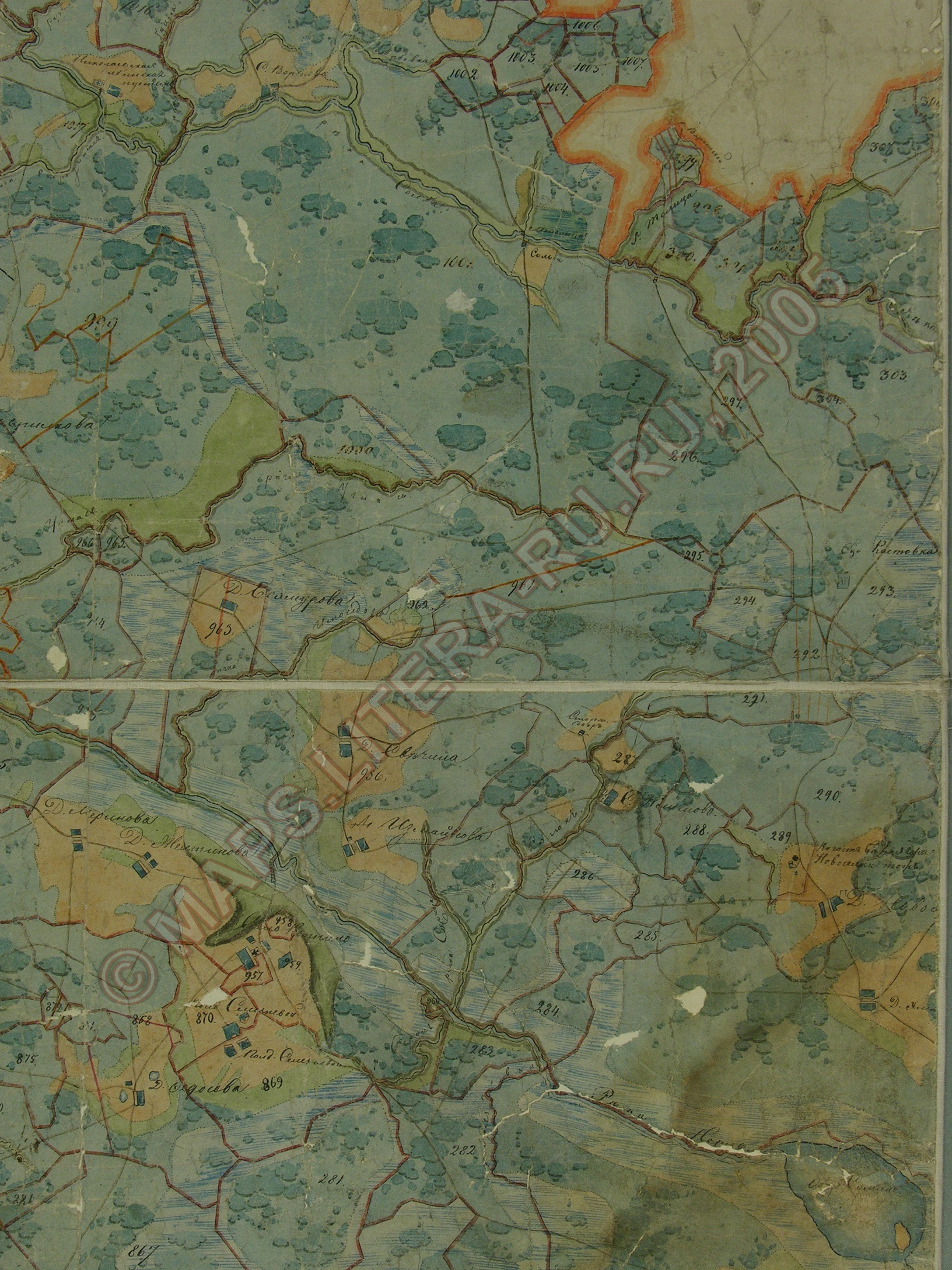
3
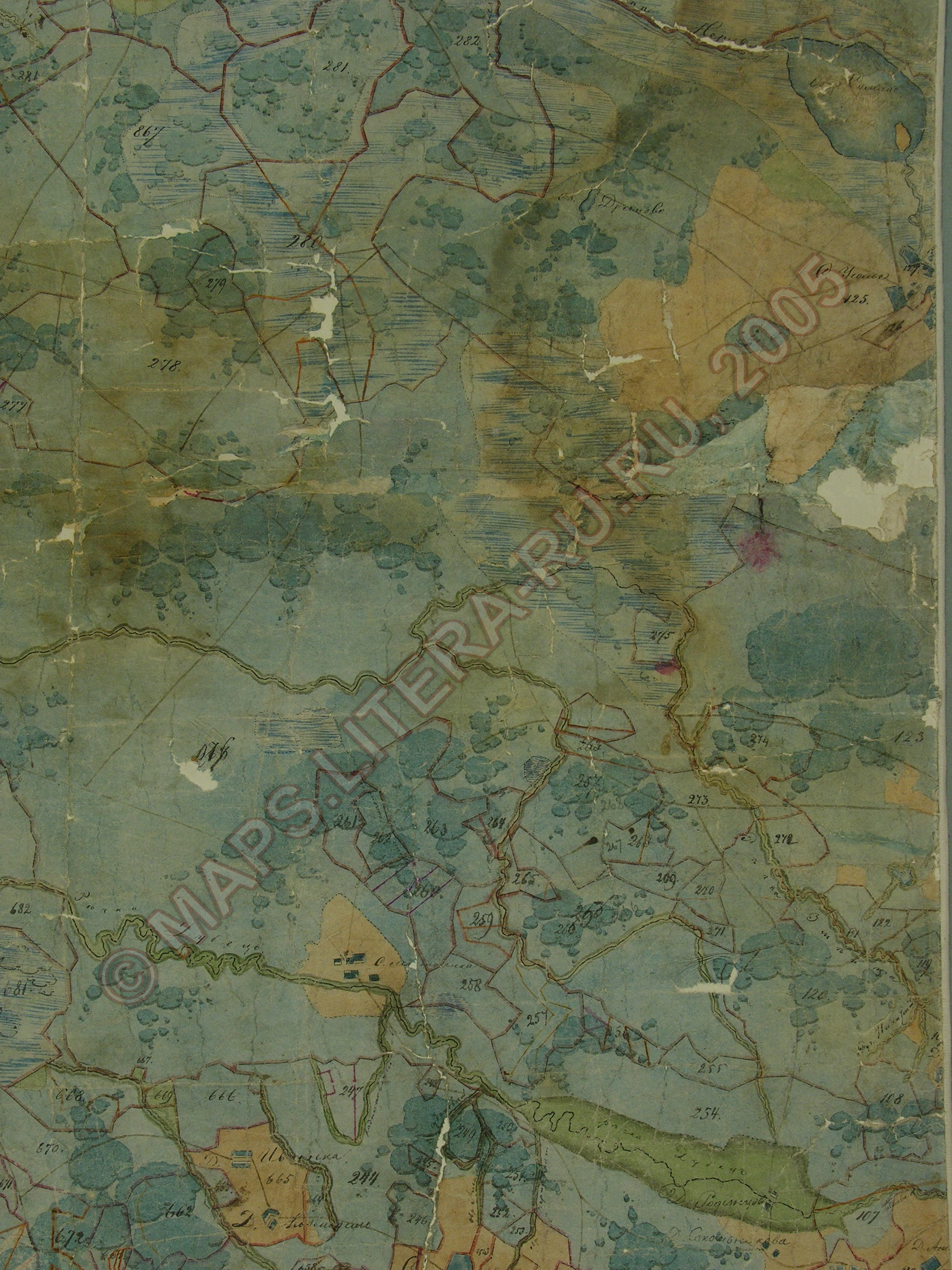
4
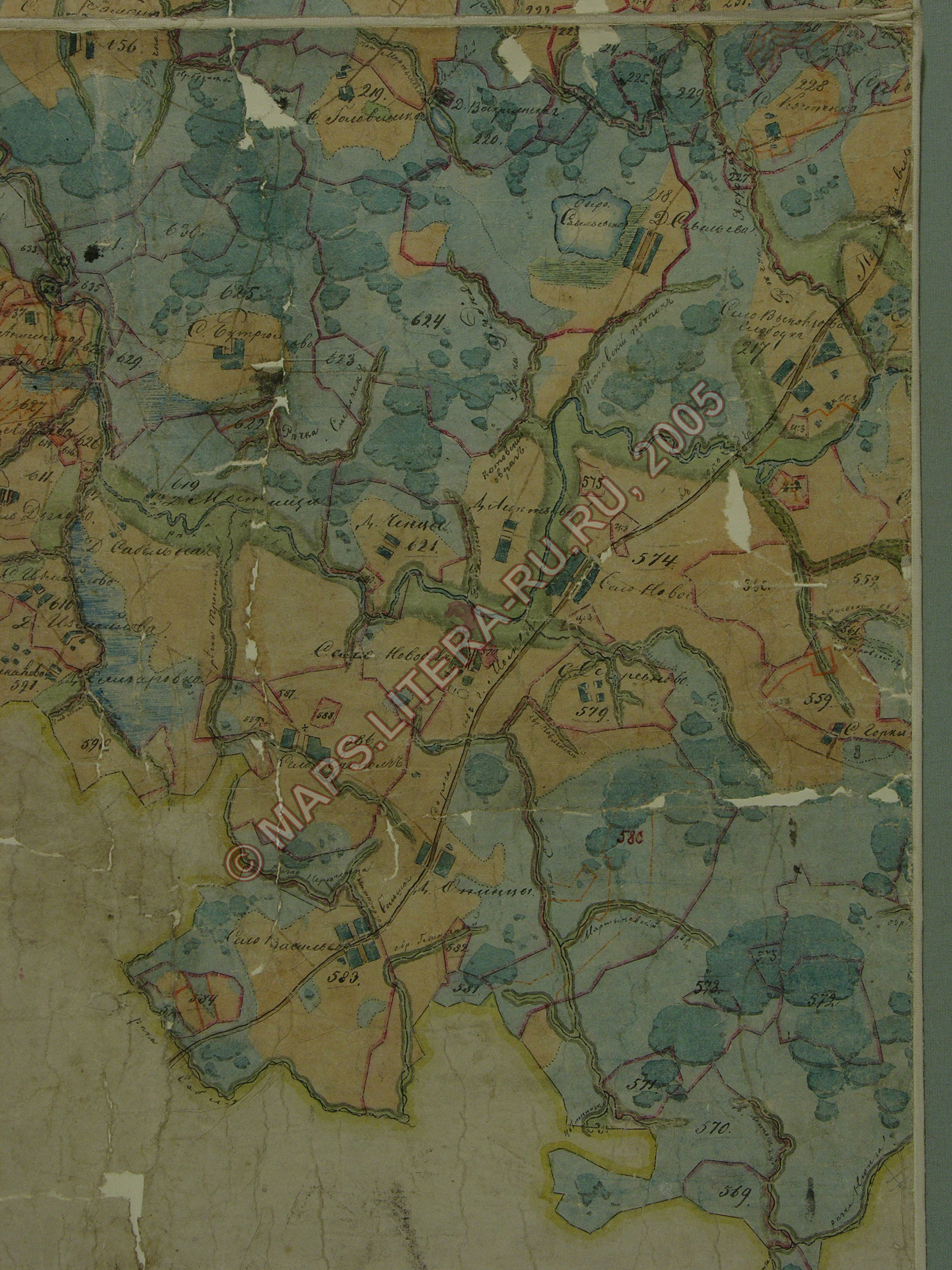
5
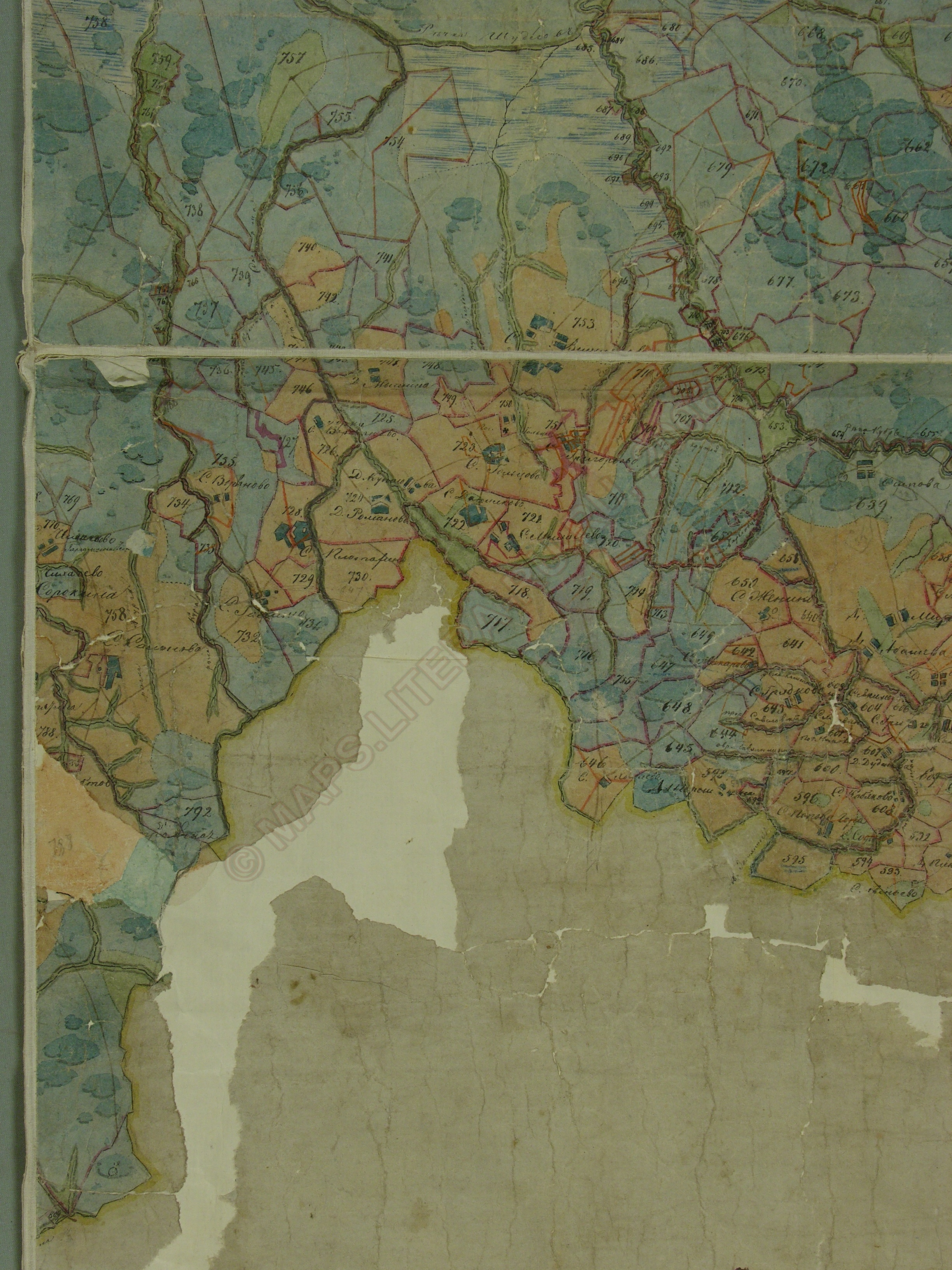
6
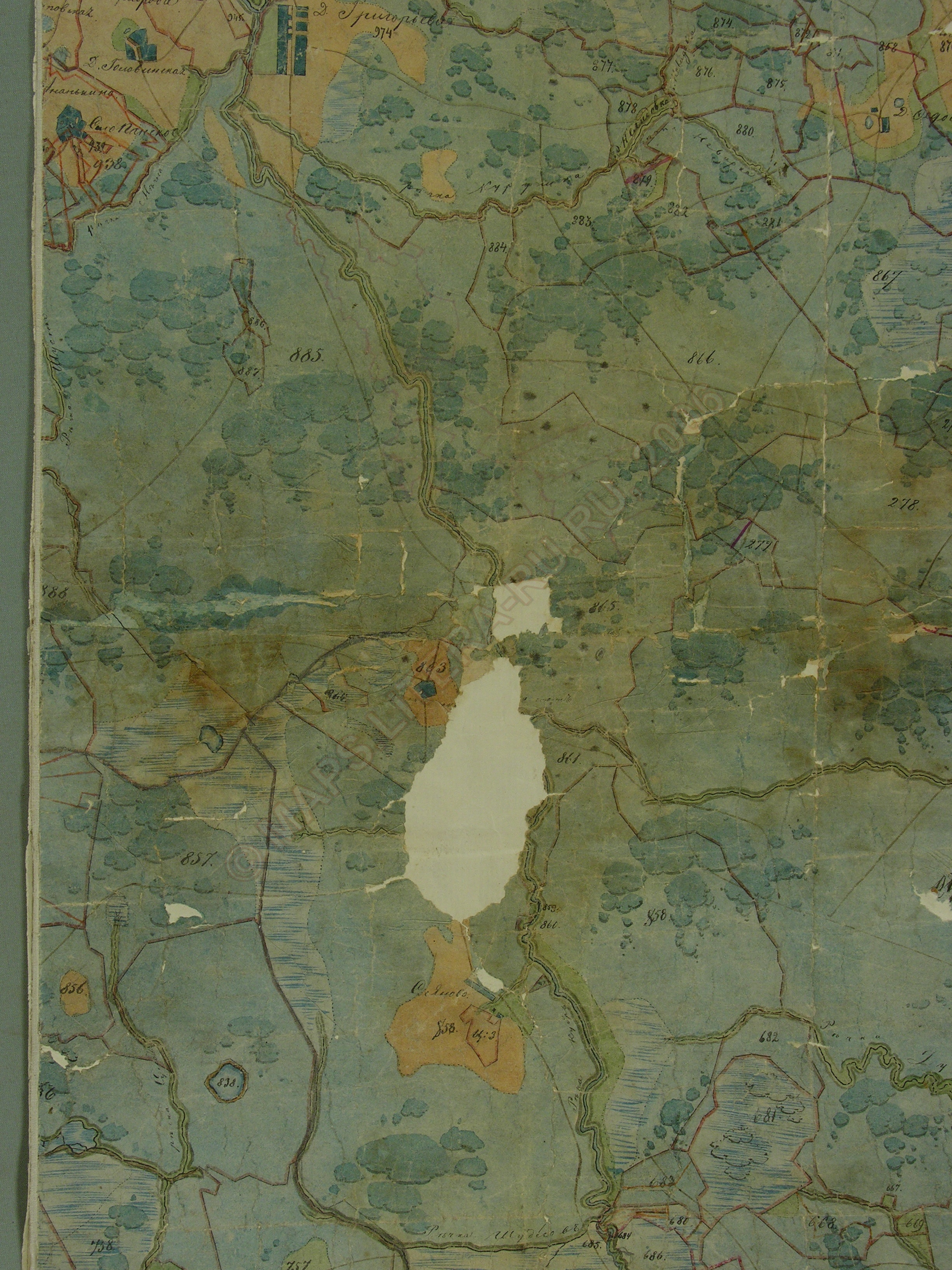
7
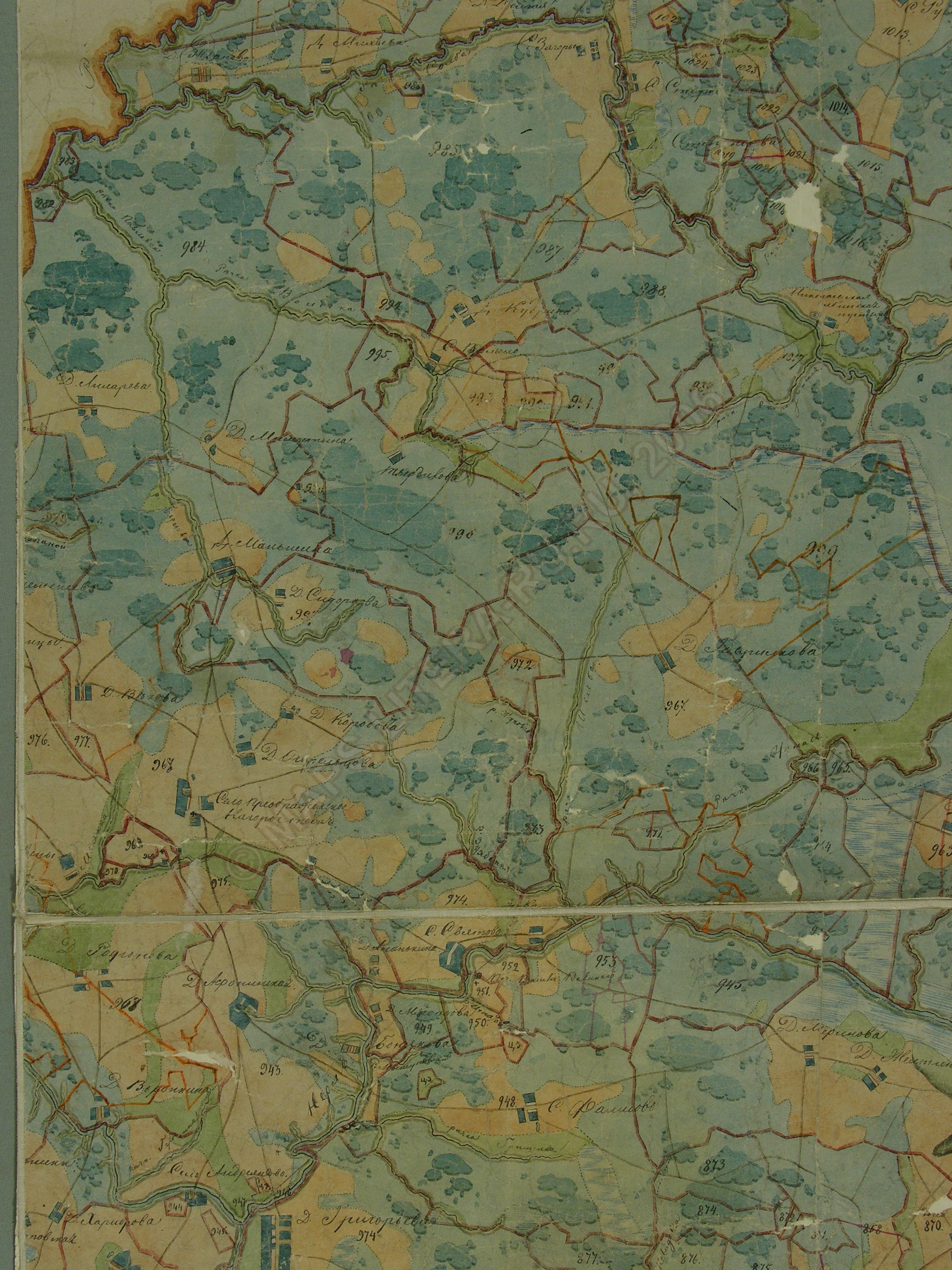
8
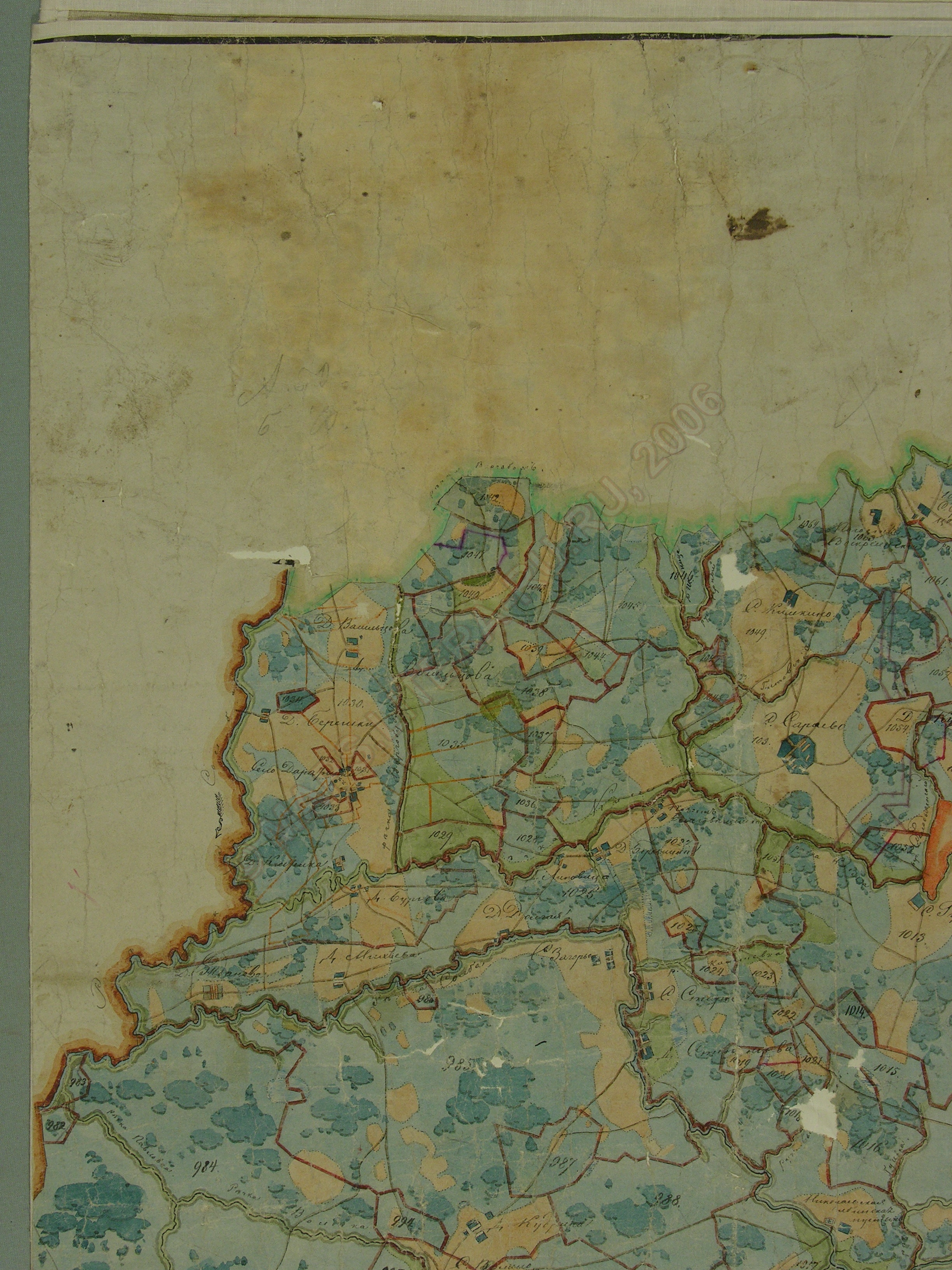
9
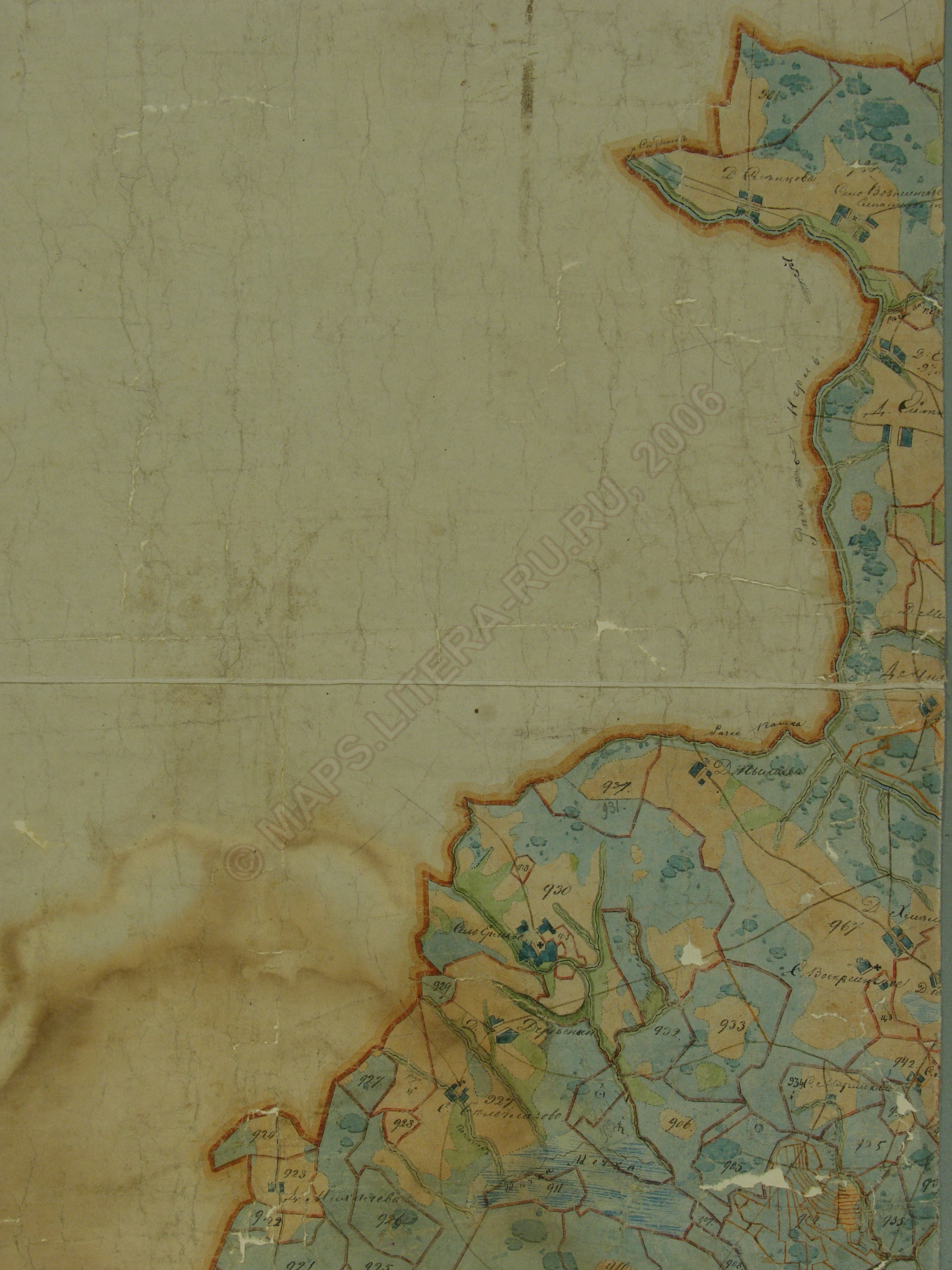
10
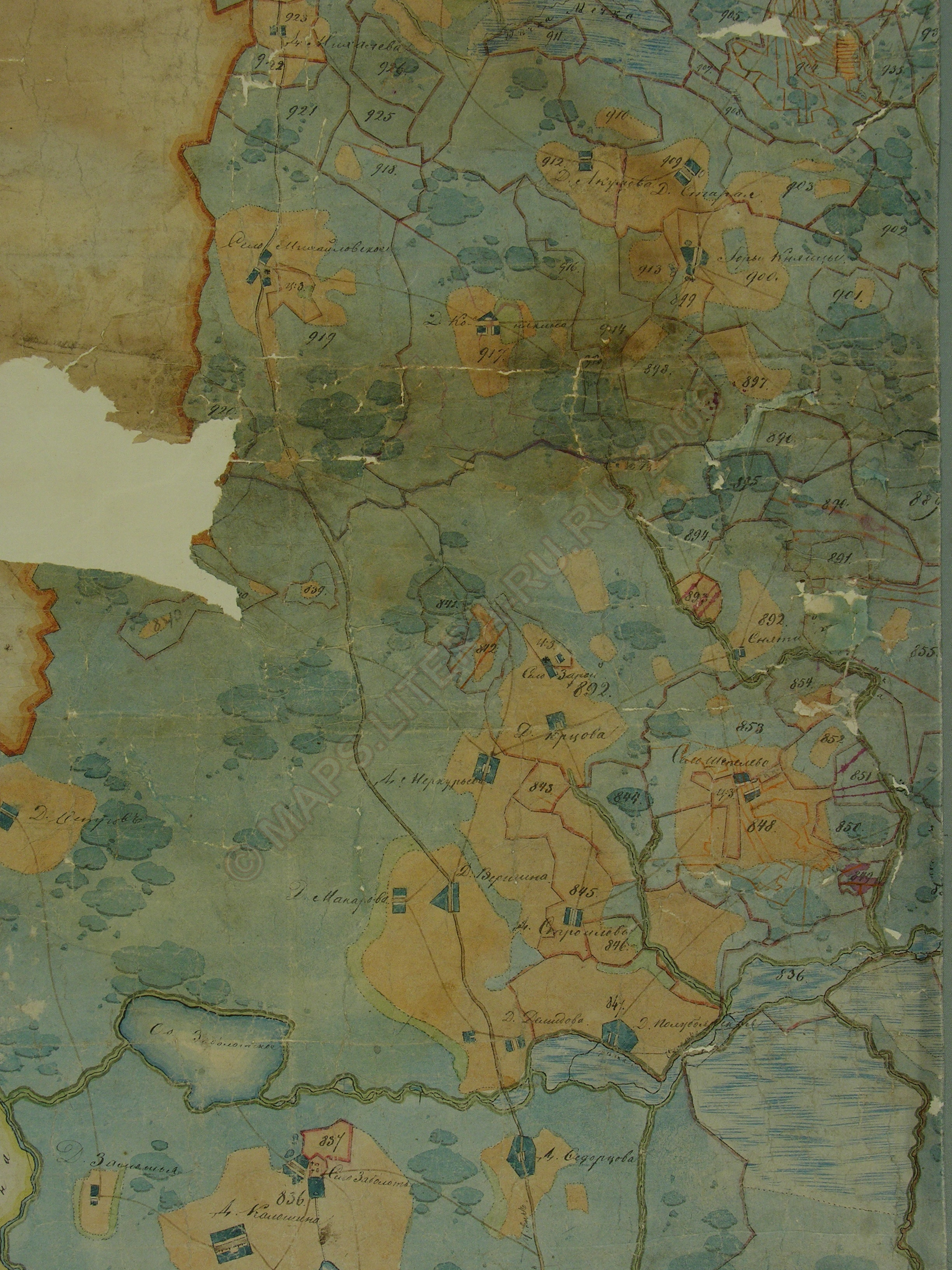
11
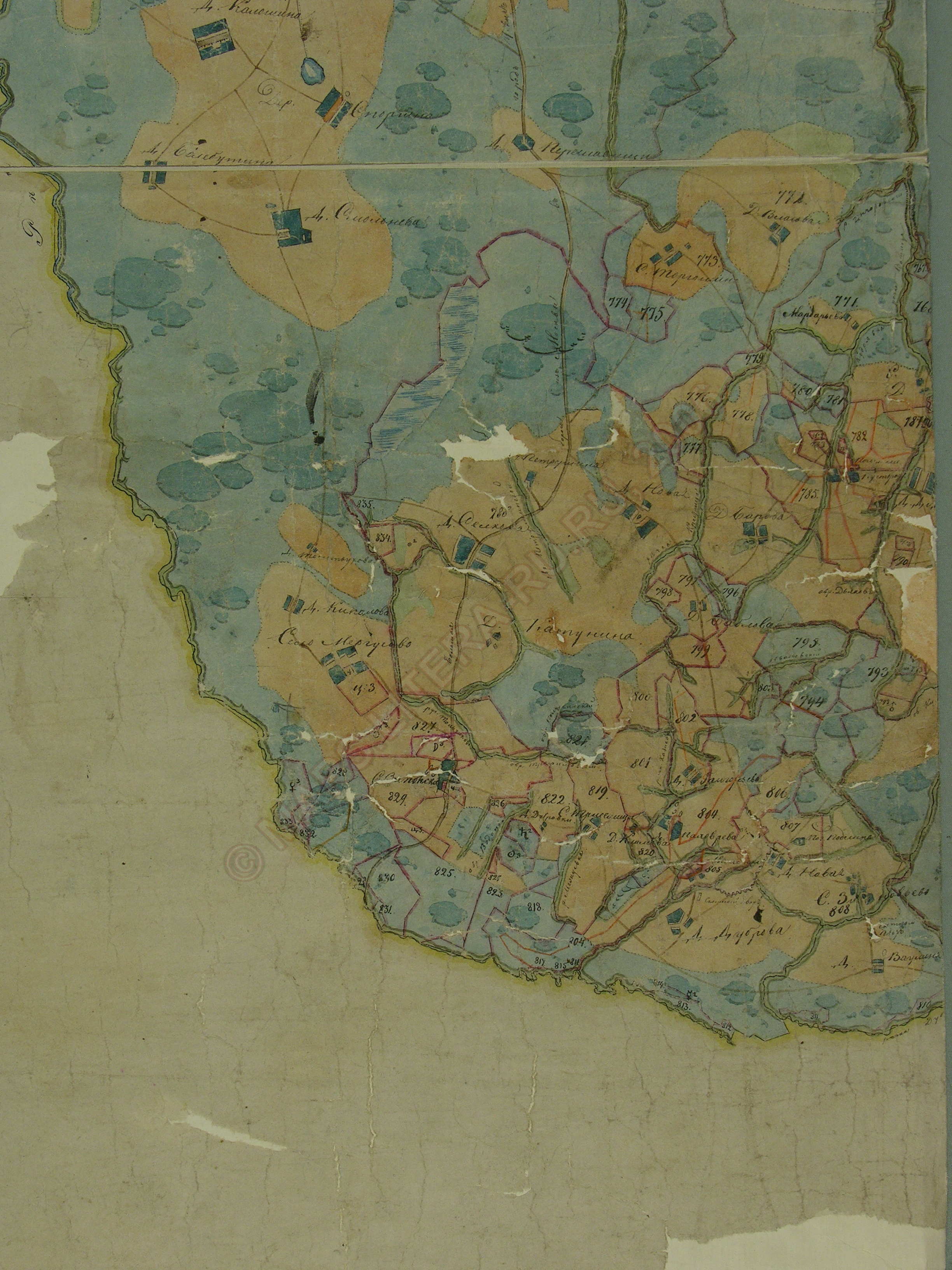
12
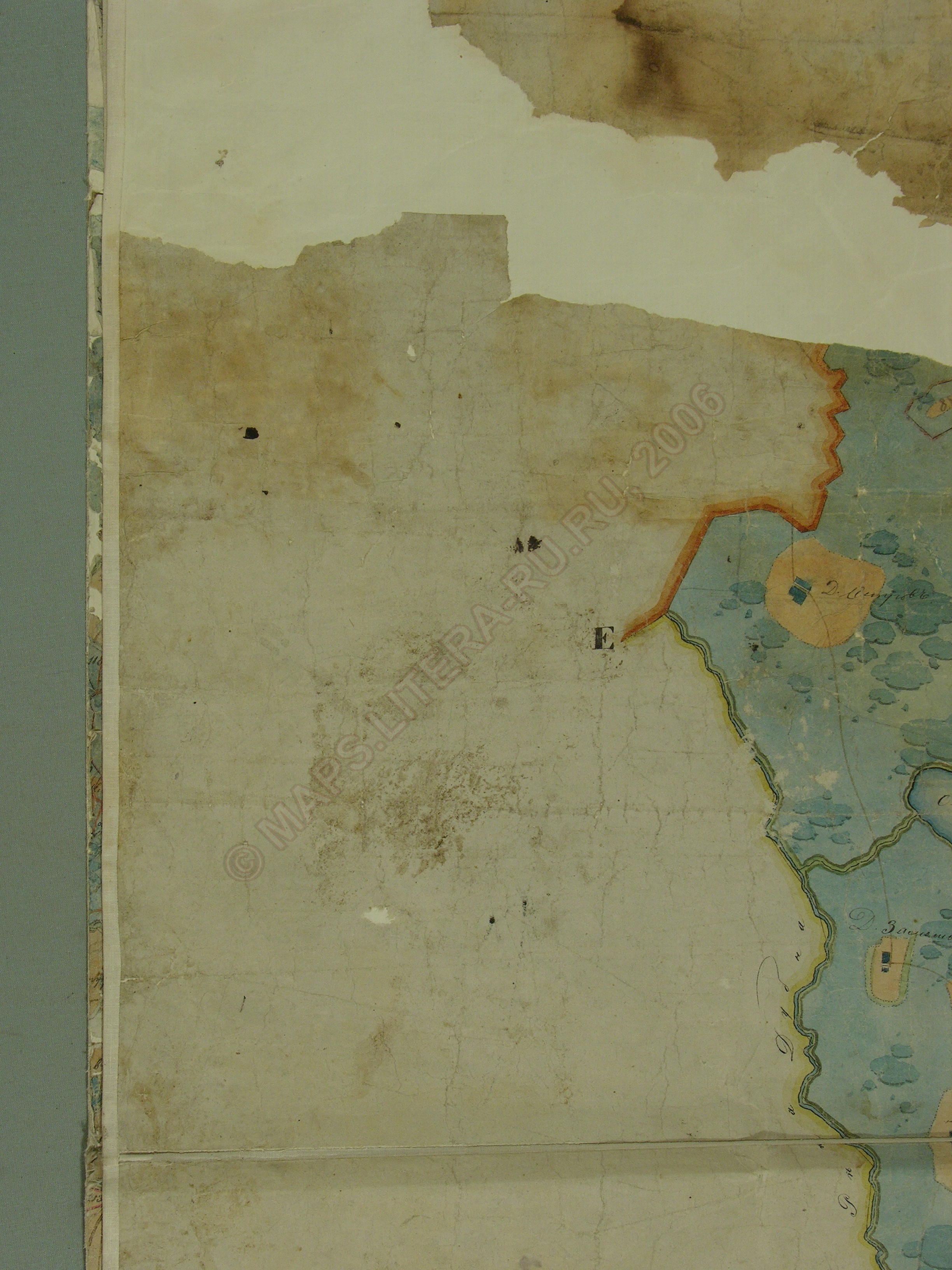
13
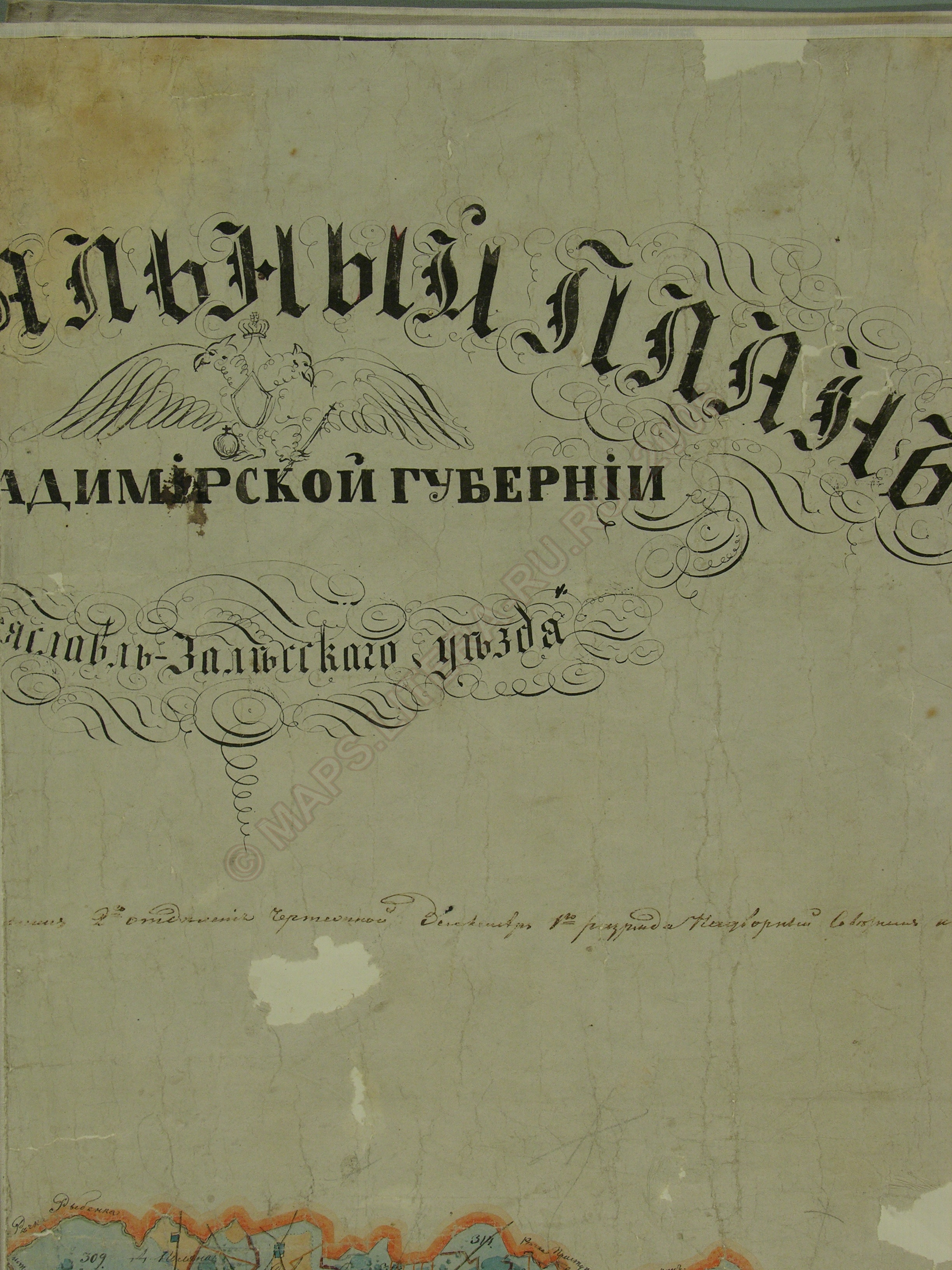
14
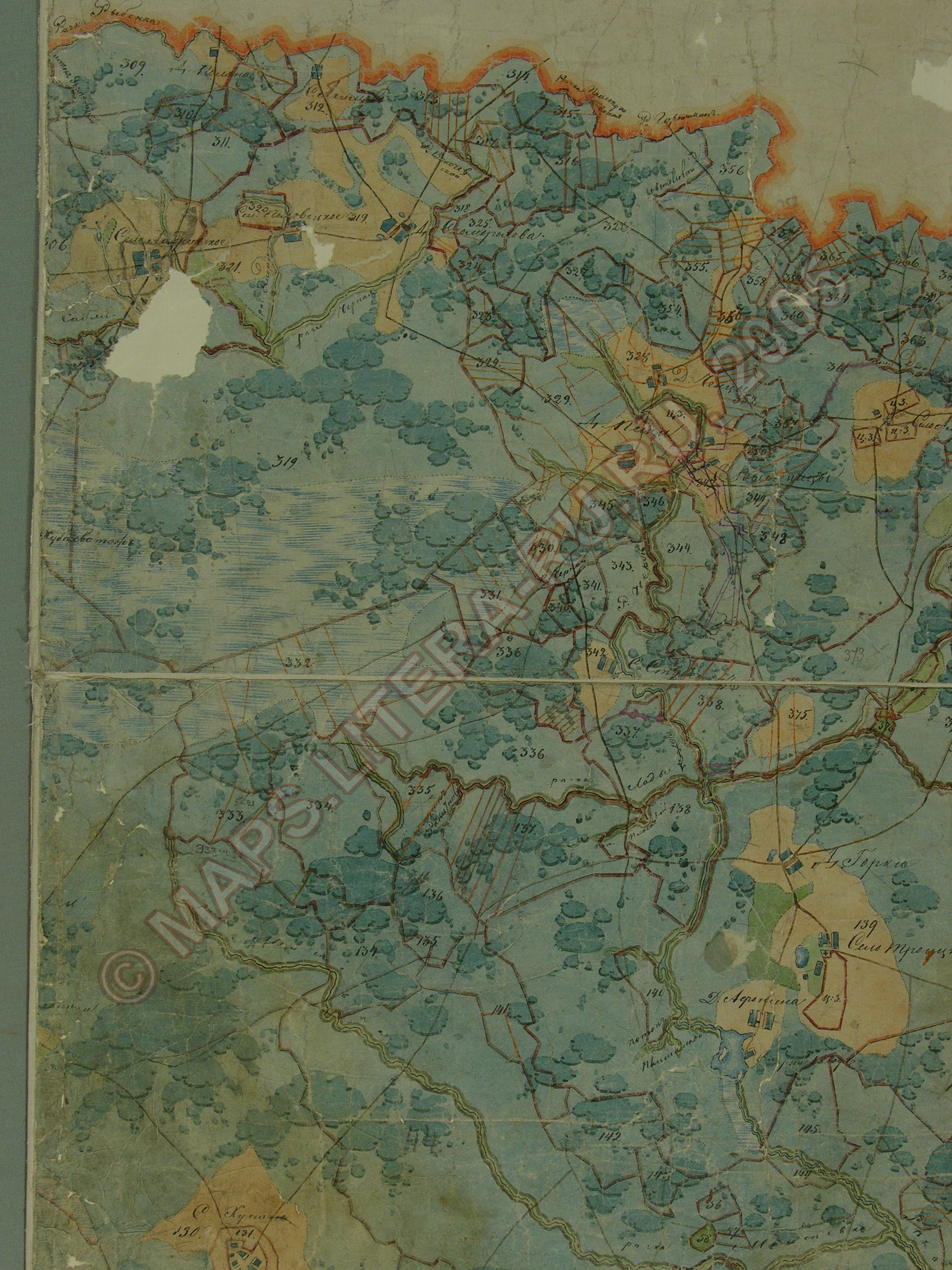
15
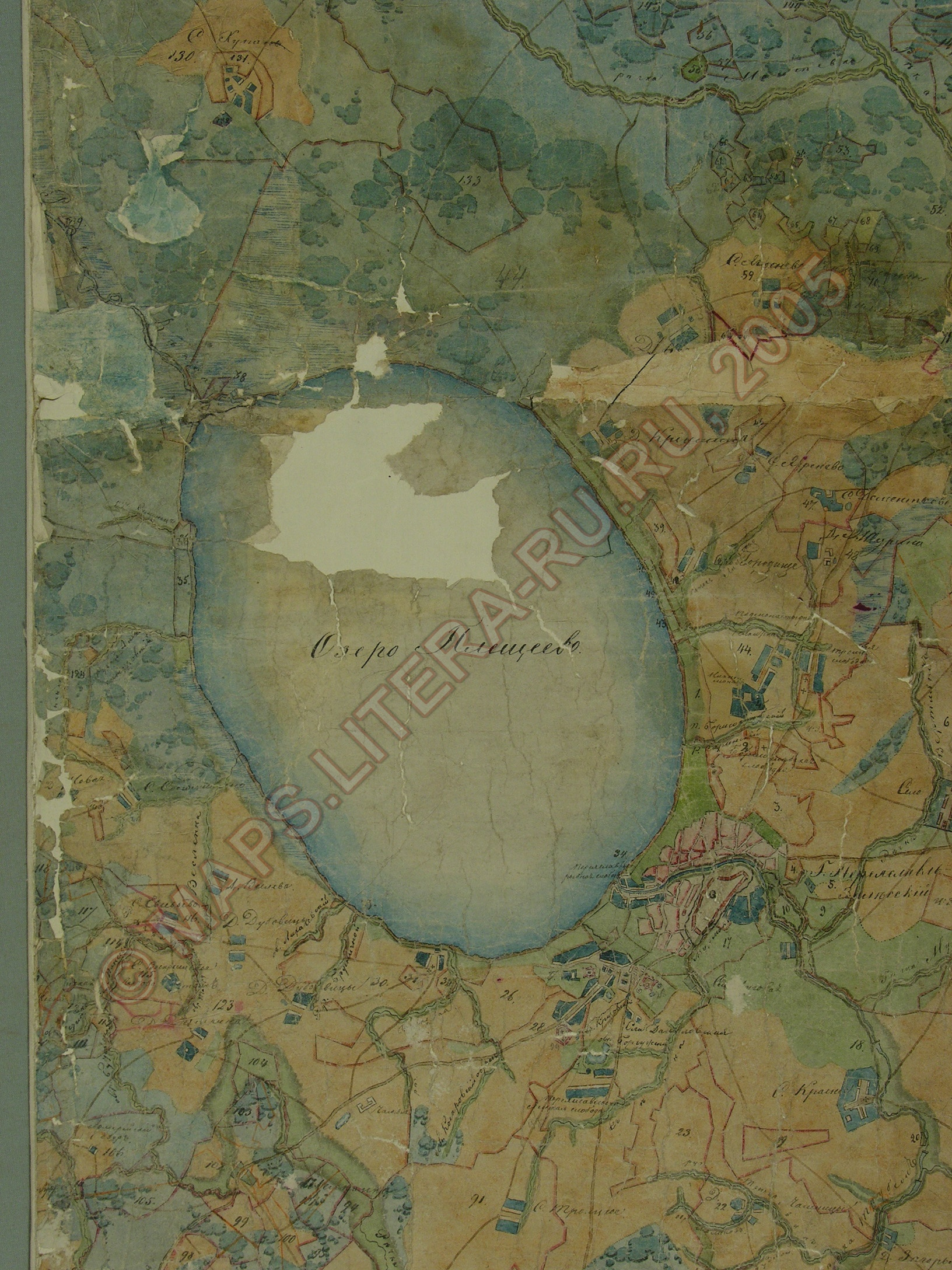
16
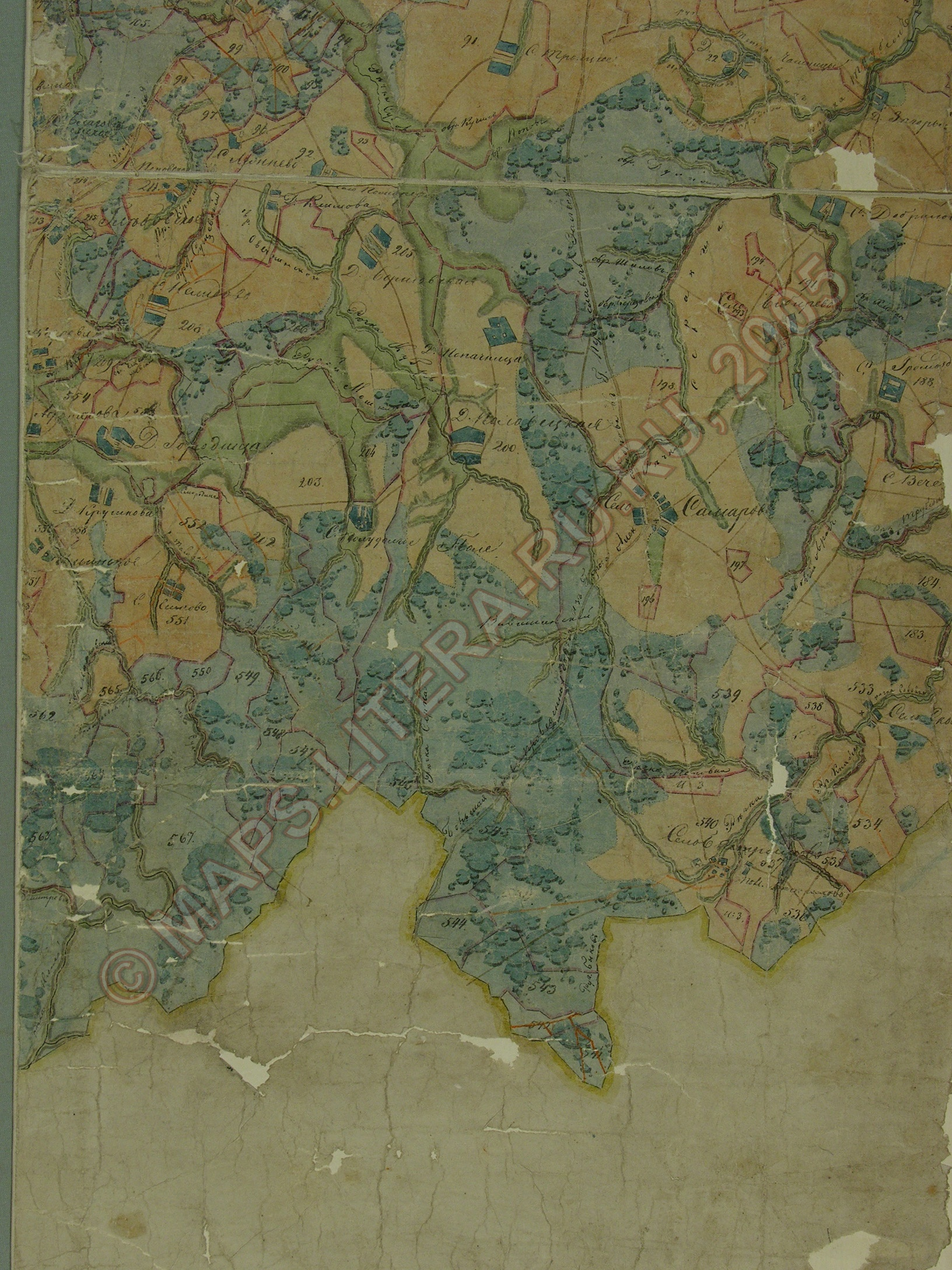
17
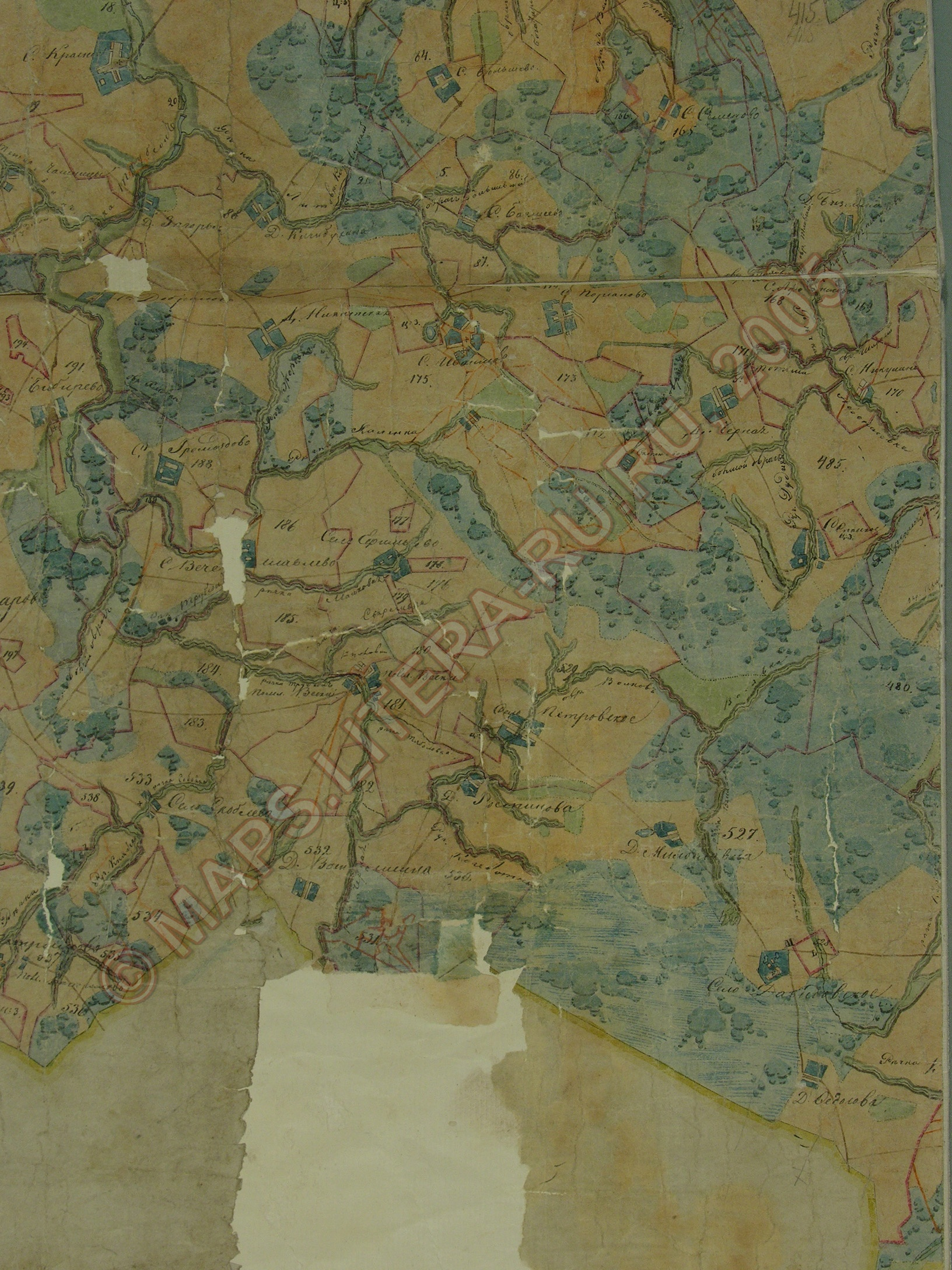
18
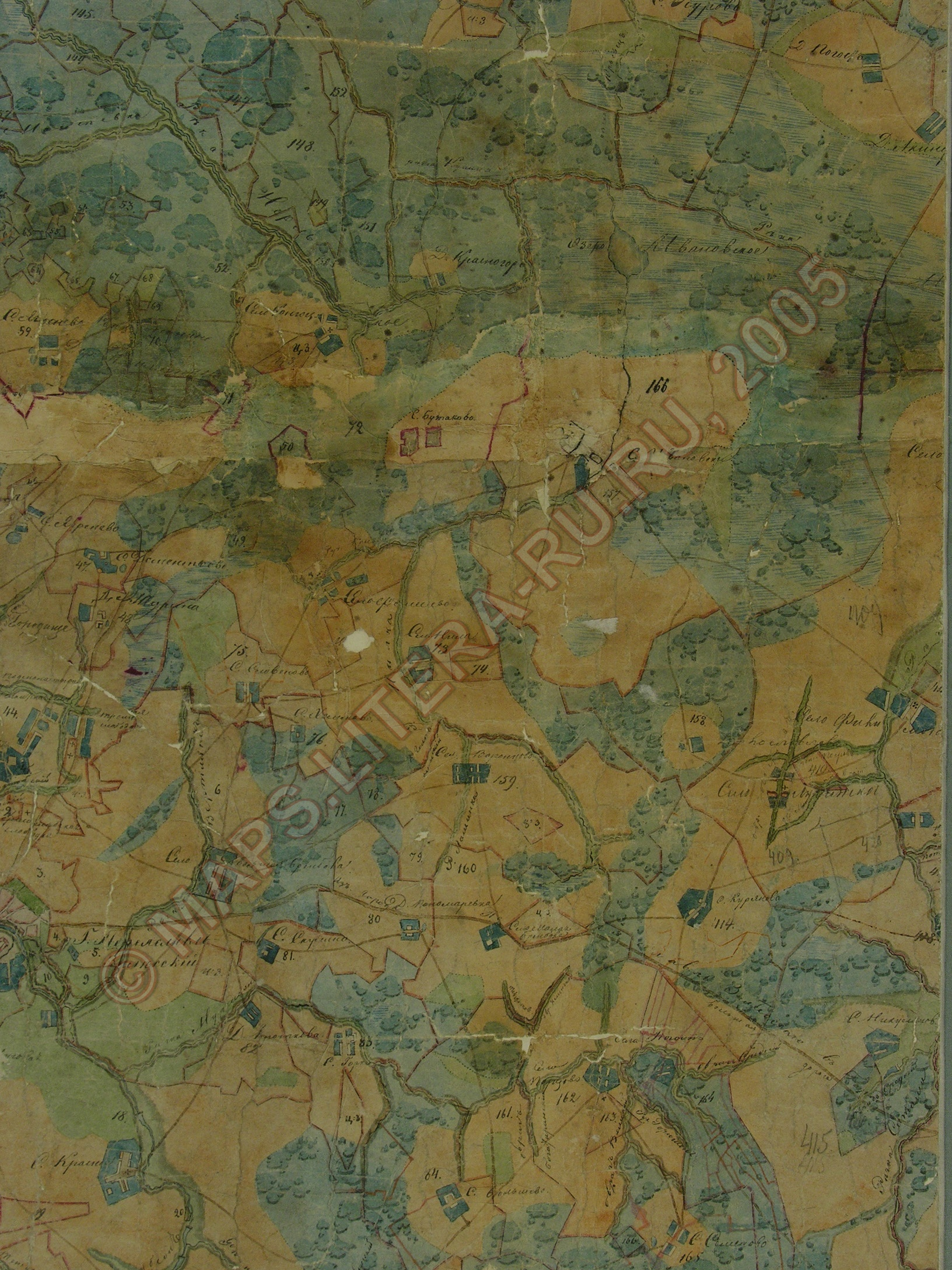
19
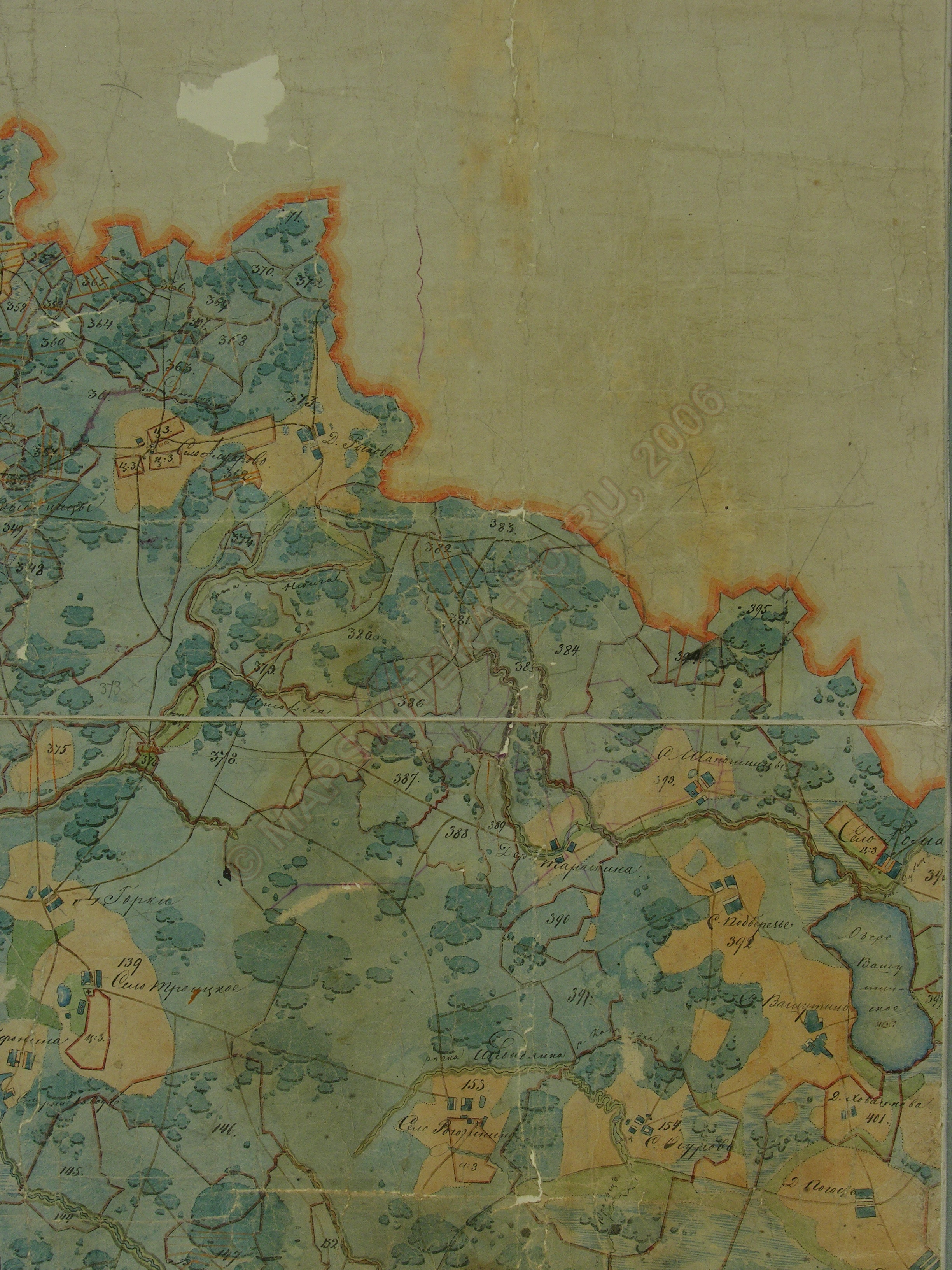
20
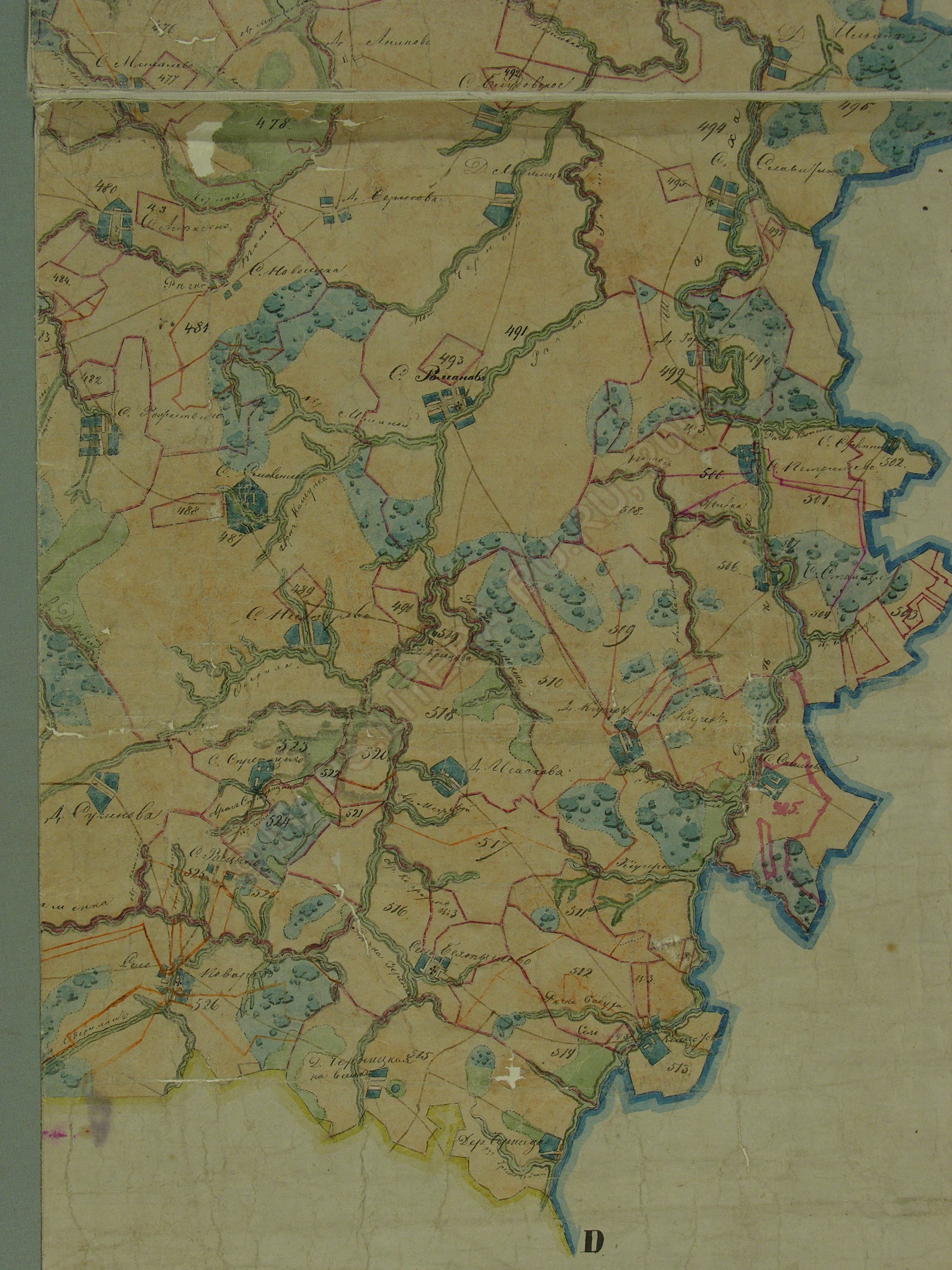
21
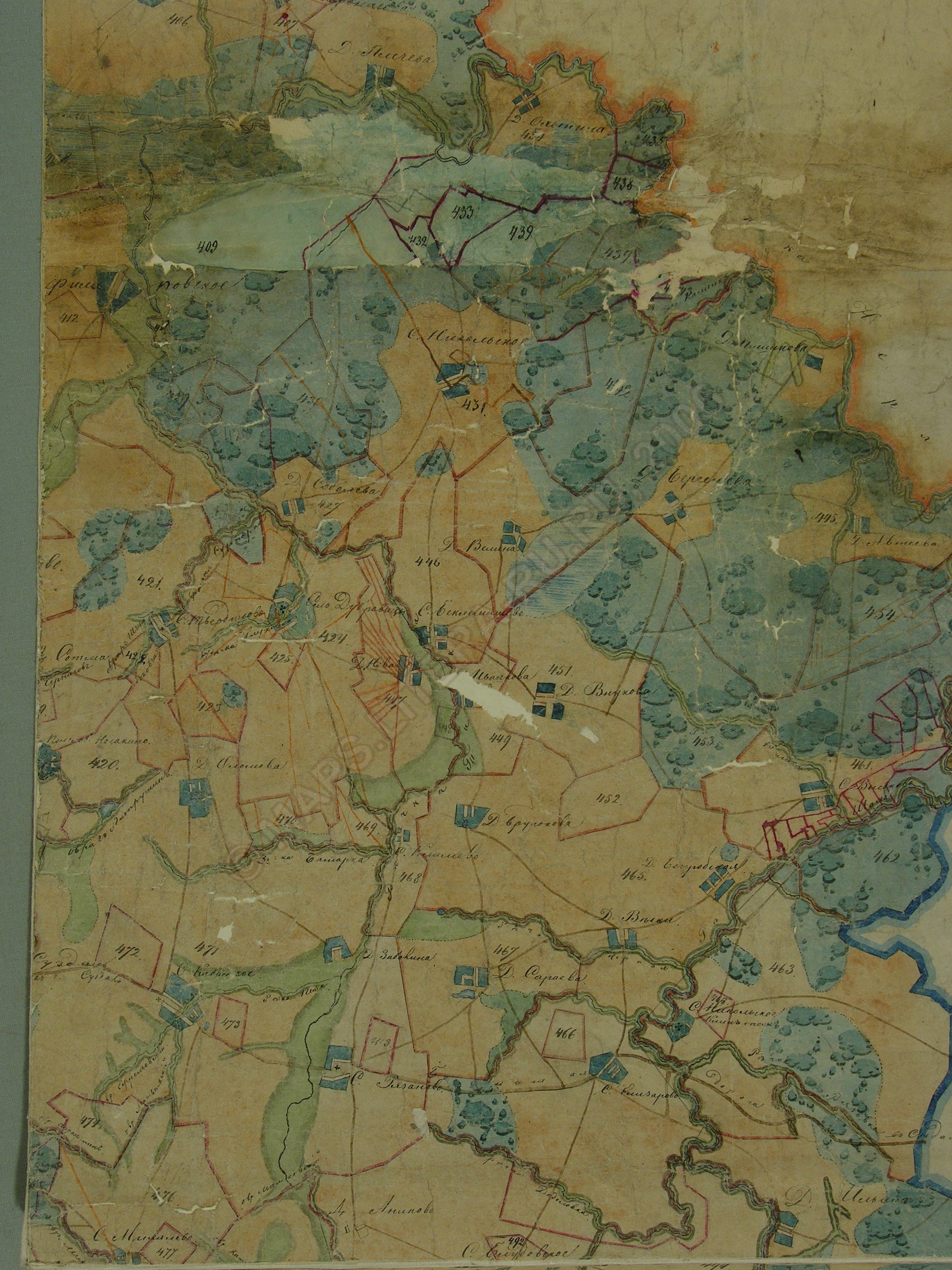
22
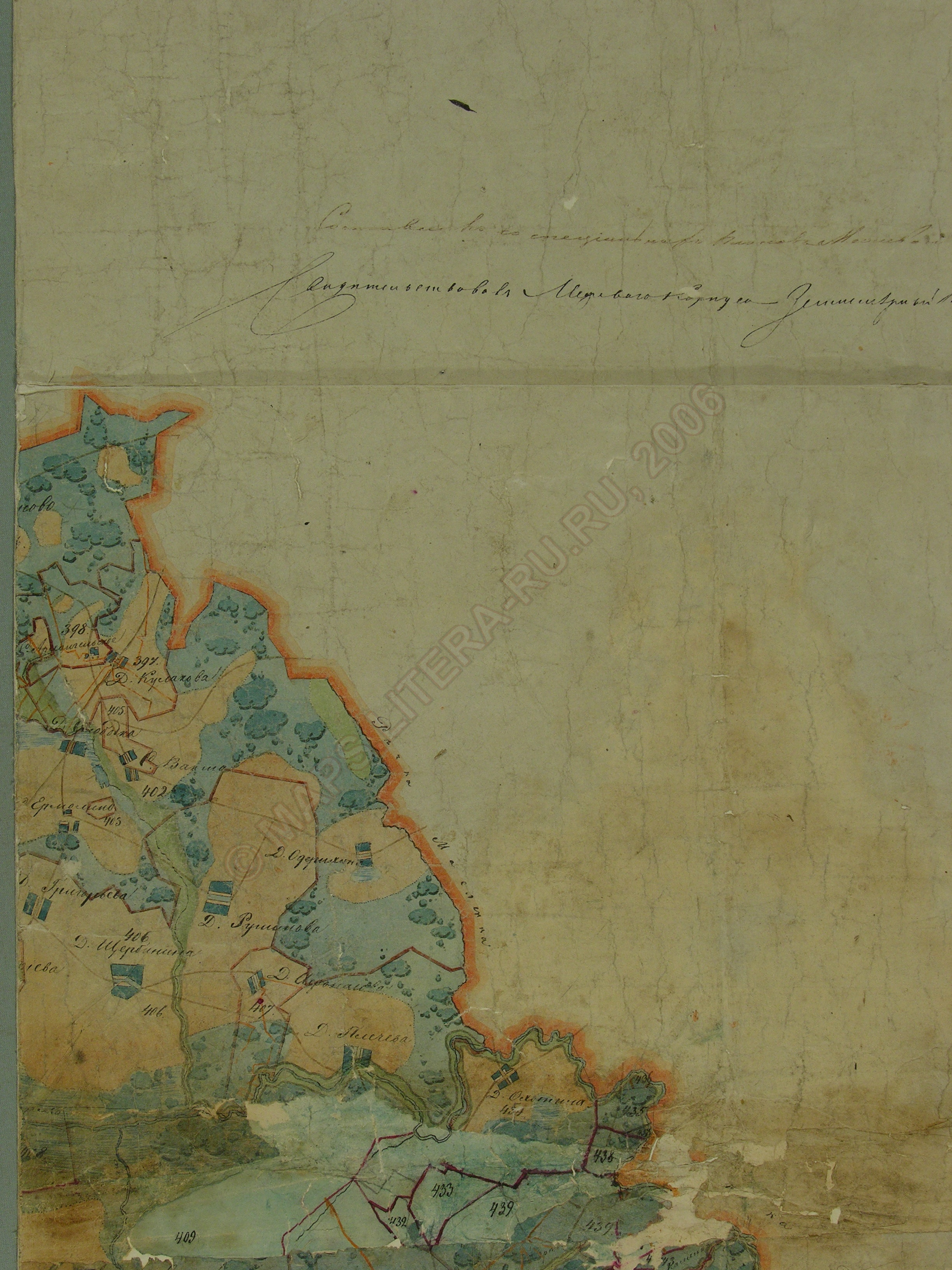
23
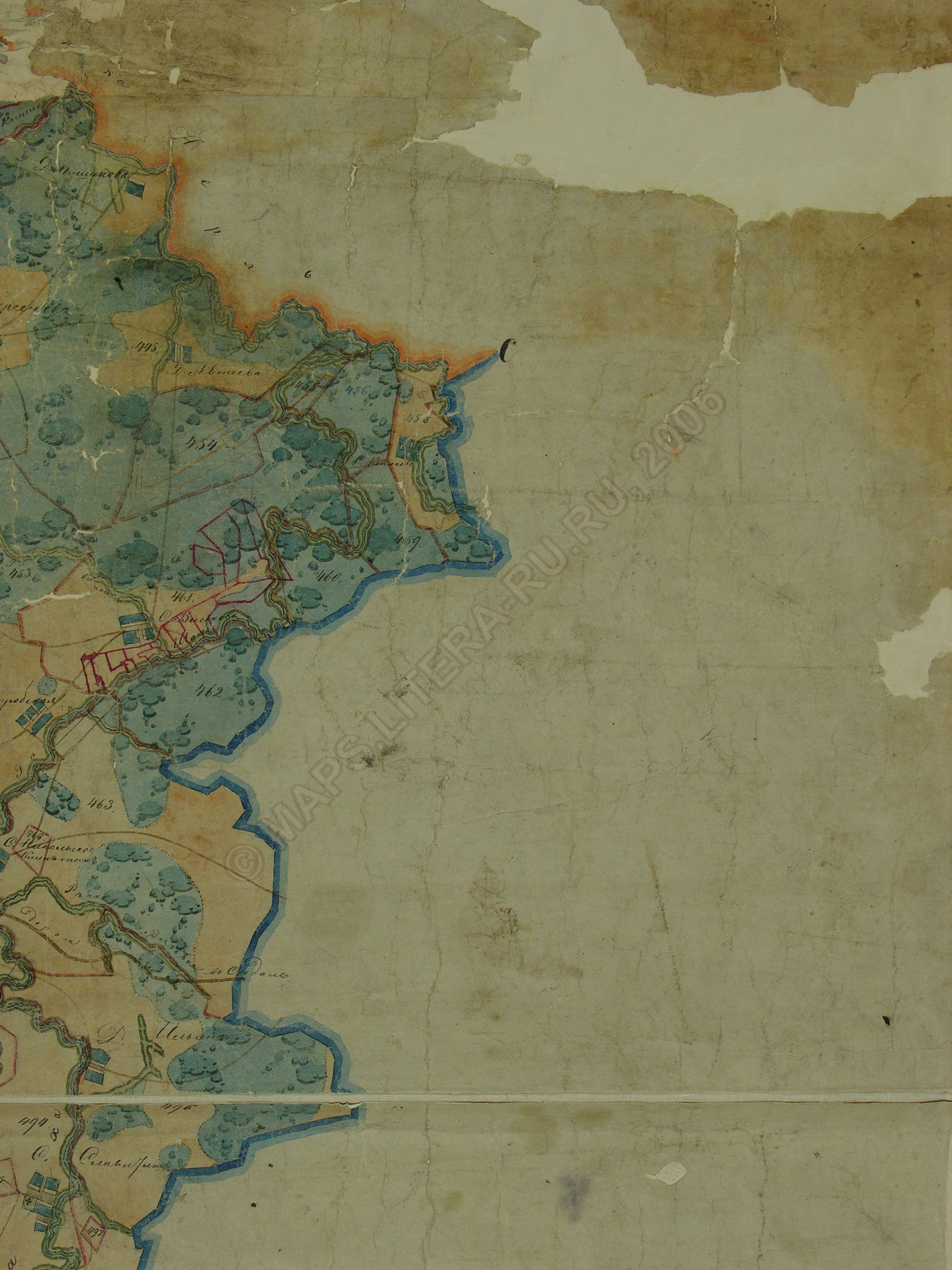
24

Вторая карта Переславского уезда 1780—1790 гг доступна на Викискладе.

## Экономика
Фабрик и заводов в уезде (без города) было в 1891 году 91 при 1070 рабочих; 53 маслобойни при 105 рабочих; 22 кирпичных завода при 75 рабочих; 3 красильных фабрики при 378 рабочих; 5 лесопильных заводов при 81 рабочем; 2 стеклянных и хрустальных завода при 264 рабочих; 4 кожевенных завода, 1 тесемочная и бассонная, 1 спичечная фабрики.

## Фауна
Историк М. И. Смирнов в публикации 1922 года отмечает следующие виды фауны: 
- Млекопитающие: лось (сильно истреблён в последнее время); бурый медведь (редок); волк; лиса (обычна), лесная куница, барсук, рысь (очень редка), норка, выдра, выхухоль, водяная крыса, белка, водяная землеройка.
- Рыбы: ряпушка (переславская сельдь), окунь, налим, сом, щука, карась, пескарь, плотва, язь, голавль, линь, лещ, корзоха, шереспёр, уклейка, вьюн, щиповка и голец.